# Glenn Shadix
William Glenn Scott, dit Glenn Shadix, né le 15 avril 1952 à Bessemer (Alabama) et décédé à Birmingham (Alabama) le 7 septembre 2010, est un acteur américain.

## Biographie
Il vit à New York avant d'emménager à Hollywood à la fin des années 1970. Il commence sa carrière comme acteur de théâtre dans une pièce dépeignant la vie de Gertrude Stein. Il connait le succès pour son rôle d'Otho Fenlock dans le film de Tim Burton Beetlejuice en 1988. Tim Burton utilise sa voix dans la version anglaise du film d'animation L'Étrange Noël de monsieur Jack, sortie en 1993. Il se dit ouvertement homosexuel depuis l'âge de 17 ans, et son père le force à suivre une thérapie de conversion. Il décède à la suite d'une chute à son domicile, qui lui cause un traumatisme crânien.

## Filmographie

### Cinéma
- 1988 : Beetlejuice de Tim Burton
- 1989 : Fatal Games de Michael Lehmann
- 1991 : La Nuit déchirée de Mick Garris
- 1993 : Demolition Man de Marco Brambilla
- 1994 : Rendez-vous avec le destin (Love affair) de Glenn Gordon Caron
- 1994 : L'Étrange Noël de Monsieur Jack de Henry Selick
- 1996 : Dunston : Panique au palace de Ken Kwapis
- 2000 : Sac d'embrouilles de Michael Browning
- 2001 : La Planète des singes de Tim Burton

### Télévision
- 1999 : Cyclone (Storm) d'Harris Done

Il est également apparu dans quelques épisodes de séries télévisées (Urgences, Providence, etc.).